# المواد المحاكية للحطام الصخري القمري

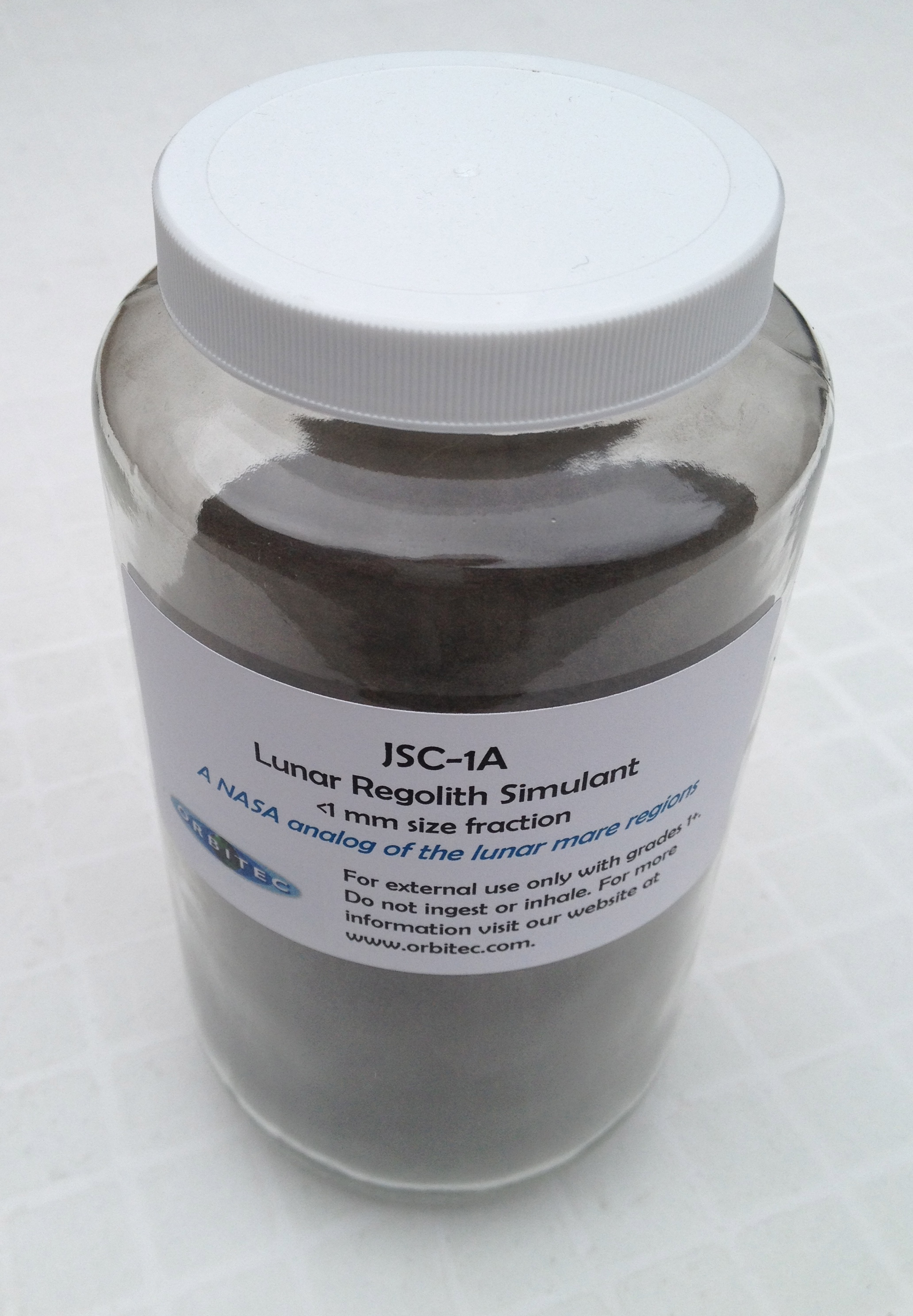

المواد المحاكية للحطام الصخري القمري هي مواد أرضية مُصنعة تشابه في خواصها الخواص الكيميائية أو الميكانيكية أو الهندسية وتوزيعات الفلزات وأحجام الجسيمات المكونة للحطام الصخري القمري. تُستخدم محاكيات الحطام الصخري القمري من قبل الباحثين الراغبين في دراسة معالجة الحطام الصخري وتنقيبه ونقله واستخداماته. عينات الحطام القمري الحقيقية نادرةً جدًا، وشحيحة جدًا، لمثل هذه الأبحاث، وقد تلوثت على أي حالة نتيجة تفاعلها مع الغلاف الجوي الأرضي.

## المحاكيات الأولى
في الفترة التي سبقت برنامج أبولو، استُخدمت الصخور الأرضية المسحوقة لأول مرة لمحاكاة التربة المتوقعة التي سيمشي عليها رواد الفضاء على سطح القمر. في بعض الحالات، كانت خصائص هذه المواد المحاكية المبكرة تختلف اختلافًا جوهريًا عن التربة القمرية الفعلية، وقد شكلت المشكلات المرتبطة بحبيبات الغبار الدقيقة المنتشرة على القمر مفاجأة لرواد الفضاء.

## المحاكيات اللاحقة
بعد مهمات أبولو وخاصة أثناء تطوير برنامج كونستيلشن، كان هناك انتشار كبير للمواد المحاكية لتربة القمر أنتجتها منظمات وباحثون مختلفون. أُعطي العديد منها أسماءً مختصرة من ثلاثة حروف لتمييزها (على سبيل المثال، إم إل إس 1، جاي إس سي 1)، وأرقامًا للإصدارات اللاحقة. قُسمت هذه المواد المحاكية على نطاق واسع إلى موادٍ تحاكي المرتفعات القمرية وأخرى تحاكي البحار القمرية، وعادة ما أُنتِجت عن طريق سحق وغربلة صخور أرضية مماثلة للصخور القمرية (أنورثوسيت للمرتفعات، والبازلت للبحار). استُخدمت عينات مهمات أبولو ولونا القمرية كمواد مرجعية لمحاكاة خصائص معينة مثل الخصائص الكيميائية الأساسية أو توزيع أحجام الجسيمات. انتُقدت العديد من هذه المواد المحاكية من قبل عالم القمر البارز لاري تيلور بسبب افتقارها إلى الجودة وإهدارها للمال على ميزات مثل الحديد النانوي الذي ليس له غرض مُوثق.

### جاي إس سي 1 و1 إيه
كان جاي إس سي 1 (مركز جونسون للفضاء رقم واحد) عبارةً عن مادة محاكية للحطام الصخري القمري طُورت عام 1994 من قبل وكالة ناسا ومركز جونسون للفضاء. كان يهدف مطوروها لمحاكاة تربة البحار القمرية. صُنعت من رماد بازلتي يحتوي على نسبة عالية من الزجاج.
في عام 2005، تعاقدت ناسا مع مؤسسة التكنولوجيا المدارية (أوربيتك) للحصول على دفعة ثانية من المواد المحاكية في ثلاث درجات:
- جاي إس سي 1 إيه إف، دقيقة، متوسط الحجم 27 ميكرومتر
- جاي إس سي 1 إيه، نسخة من جاي إس سي، حجم أقل من 1 ملليمتر
- جاي إس سي 1 إيه، خشنة، توزيع حجمي أقل من 5 ملليمتر

تلقت ناسا 14 طنًا متريًا من جاي إس سي 1 إيه وطنًا واحدًا من كل من إيه إف وإيه سي في عام 2006. أُنتج 15 طن أخر من جاي إس سي 1 إيه و100 كيلوجرام من جاي إس سي 1 إف من قبل أوربيتك للبيع التجاري، لكن أوربيتك لم تعد تبيع موادًا محاكية وقد استحوذت عليها مؤسسة سييرا نيفادا. يتوفر مخزون يزن 8 أطنان من جاي إس سي 1 إيه التجاري للتأجير اليومي من المعهد الافتراضي لأبحاث استكشاف النظام الشمسي التابع لناسا (إس إس إي آر في آي).
يمكن لمادة جاي إس سي 1 إيه التبلور أرضيًا في المحاليل القلوية منتجةً مادةً صلبة تشبه الصخور. تظهر الاختبارات أن أقصى قوة ضغط وانثناء للبوليمارات الأرضي «القمرية» تشابه تلك الخاصة بالإسمنت التقليدي.